# Androsace paxiana
Androsace paxiana är en viveväxtart som beskrevs av Reinhard Gustav Paul Knuth. Androsace paxiana ingår i släktet grusvivor, och familjen viveväxter. Inga underarter finns listade i Catalogue of Life.